# ビロウ (映画)
『ビロウ』（原題: Below）は、2002年のアメリカ合衆国のホラー映画。

## あらすじ
女性を潜水艦に乗せると不吉が起きると信じられていた第二次世界大戦下の1940年8月、大西洋上でアメリカ海軍の潜水艦タイガー・シャークは、ドイツ軍に撃沈されたイギリスの病院船の生存者を救助せよとの指令を受ける。生存者3名を救出したが、その中の一人の女性クレアを潜水艦に乗せて以降、艦内で不可解な現象が起き始める。本来の艦長であるウィンターズ少佐が任務中の事故で死亡しブライス大尉が艦長代行を勤める状況下、ルーミス大尉、クアーズ中尉ら上官3人にはある秘密があった…。

## 登場人物
オデル
演 - マシュー・デイビス
少尉。学校は出ているが知らない専門知識もある。
ブライス
演 - ブルース・グリーンウッド
大尉。死んだ艦長の代理をしている。
クレア・ペイジ
演 - オリヴィア・ウィリアムズ
救助された生存者のうちの一人で唯一の女性。看護師。美人といわれる容姿。女性を船に乗せるのは不吉と言われていることから乗員の殆どから疎まれている。
ルーミス
演 - ホルト・マッキャラニー
大尉。
クアーズ
演 - スコット・フォーリー
中尉。
キングズリー
演 - デクスター・フレッチャー
救助された人間の一人。
チーフ
演 - ニック・チンランド
乗員。
スタンボ
演 - ジェイソン・フレミング
乗員。他の乗員からは日ごろの行いが悪いといわれている。実際にシリングスの死体を使って悪戯をするなど不謹慎。
ベルナルド・シリングス
演 - ジョナサン・ハートマン
救助された三人組の一人。元は捕虜にされていた人物であり、素性を隠していたがバレてしまい射殺される。
スチュワード
乗員。

## キャスト
| 役名                   | 俳優                     | 日本語吹替                                 | 日本語吹替                                                                          |
| 役名                   | 俳優                     | ソフト版                                   | テレビ東京版                                                                        |
| ---------------------- | ------------------------ | ------------------------------------------ | ----------------------------------------------------------------------------------- |
| オデル少尉             | マシュー・デイビス       | 伊藤健太郎                                 | 森川智之                                                                            |
| ブライス大尉           | ブルース・グリーンウッド | 菅生隆之                                   | 森田順平                                                                            |
| クレア・ペイジ         | オリヴィア・ウィリアムズ | 田中敦子                                   | 岡寛恵                                                                              |
| ルーミス大尉           | ホルト・マッキャラニー   | 相沢正輝                                   | 山野井仁                                                                            |
| クアーズ中尉           | スコット・フォーリー     | 楠大典                                     | 咲野俊介                                                                            |
| ウォーリー             | ザック・ガリフィアナキス | 天田益男                                   | 後藤哲夫                                                                            |
| スタンボ               | ジェイソン・フレミング   | 田中正彦                                   | 檀臣幸                                                                              |
| キングズリー           | デクスター・フレッチャー | 松本保典                                   | 楠大典                                                                              |
| チーフ                 | ニック・チンランド       | 加藤亮夫                                   | 廣田行生                                                                            |
| ベルナルド・シリングス | ジョナサン・ハートマン   | 辻親八                                     | 中博史                                                                              |
| ウィンターズ少佐       |                          | （回想の無声シーン）                       |                                                                                     |
| その他                 |                          | 山野井仁 佐久田修 平川大輔 飯塚宏 田中一永 | 有本欽隆 駒谷昌男 土田大 村治学 桐本琢也 江川大輔 吉田孝 竹田雅則 大久保利洋 飯島肇 |
|                        |                          |                                            |                                                                                     |
| 演出                   |                          | 市来満                                     | 伊達康将                                                                            |
| 翻訳                   |                          | 久保喜昭                                   | 平田勝茂                                                                            |
| 調整                   |                          | 堀内唯史                                   | 阿部直子                                                                            |
| 効果                   |                          |                                            | リレーション                                                                        |
| 製作                   |                          | ニュージャパンフィルム                     | 東北新社                                                                            |
| 初回放送               |                          |                                            | 2005年7月28日 『木曜洋画劇場』                                                      |